# Ardisia squamulosa
Ardisia squamulosa är en viveväxtart som beskrevs av Presl. Ardisia squamulosa ingår i släktet Ardisia och familjen viveväxter. Inga underarter finns listade i Catalogue of Life.